# 발레리 치칼로프

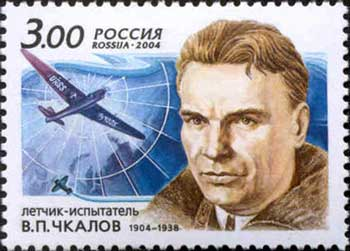
우표, 2004

발레리 파블로비치 치칼로프(러시아어: Вале́рий Па́влович Чка́лов, 1904년 2월 2일 – 1938년 12월 15일)는 소비에트 연방의 비행사이자 영웅이다.
1936년과 1937년에는 비행사 몇 곳에 가입했고 모스크바에서 밴쿠버를 63시간 이상동안 비행했다.